# Atelopus epikeisthos
Atelopus epikeisthos är en groddjursart som beskrevs av Lötters, Schulte och William Edward Duellman 2005. Atelopus epikeisthos ingår i släktet Atelopus och familjen paddor. IUCN kategoriserar arten globalt som akut hotad. Inga underarter finns listade.